# Inglese moderno
Inglese moderno (in inglese, modern English) è l'insieme delle varietà linguistiche della lingua inglese a partire dal 1500.
Questo periodo è diviso in due fasi principali:
1. Primo inglese moderno (early modern English) (1500 - 1700) È un periodo di grandi trasformazioni della lingua dal punto di vista fonetico. Nel vocabolario dell'epoca troviamo nuove parole di origine greca e latina, oltre che spagnola, francese e italiana.
2. Inglese moderno (Modern English) (1700 - oggi) Con lo sviluppo dell'Impero britannico l'inglese divenne un idioma cosmopolita. Allo stesso tempo, iniziò la differenziazione tra inglese britannico, inglese americano ed inglese australiano.

## Primo inglese moderno
Il primo inglese moderno (Early Modern English, talvolta abbreviato in EModE o EME) è la fase dello sviluppo della lingua inglese compresa tra la fine del XV secolo e la fine del XVI secolo. Inizia col periodo Tudor e finisce con l'interregno inglese e la restaurazione inglese. È il periodo di transizione dall'inglese medio all'inglese moderno.
Prima e dopo l'ascesa di Giacomo I al trono inglese nel 1603, lo standard inglese emergente iniziò a influenzare lo scozzese medio, parlato e scritto, della Scozia.
Le convenzioni grammaticali e ortografiche dell'inglese letterario della fine del XVI secolo e del XVII secolo sono ancora molto influenti sull'inglese standard moderno. La maggior parte dei lettori moderni di inglese può comprendere testi scritti nell'ultima fase del primo inglese moderno, come la Bibbia di re Giacomo e le opere di William Shakespeare.
Testi come La Morte di Artù (1485) della fine del XV secolo e Gorboduc (1561) della metà del XVI secolo, possono presentare maggiori difficoltà, ma sono ancora più vicini alla grammatica, lessico e fonologia dell'inglese moderno rispetto ai testi in inglese medio del XIV secolo, come le opere di Geoffrey Chaucer.
Opere che utilizzano tale linguaggio sono le opere di Christopher Marlowe  e William Shakespeare, la Grande Bibbia di Myles Coverdale, il Libro delle Preghiere Comuni di Thomas Cranmer, ed il Paradiso Perduto di John Milton.

## Inglese moderno
L'inglese moderno (Modern English, abbreviato in ME, a volte chiamato New English ed abbreviato in NE) è la forma della lingua inglese parlata a partire dalla fine del Grande spostamento vocalico in Inghilterra, che fu completato alla fine del XVII secolo.

L'inglese moderno si è evoluto dal primo inglese moderno. Verso la fine del XVIII secolo, l’Impero britannico aveva facilitato la diffusione dell’inglese moderno attraverso le sue colonie e il dominio geopolitico. Commercio, scienza e tecnologia, diplomazia, arte e istruzione formale hanno contribuito a far diventare l’inglese la prima lingua veramente globale. L'inglese moderno ha anche facilitato la comunicazione internazionale in tutto il mondo. L'inglese è stato adottato in Nord America, India, parti dell'Africa, Australia e molte altre regioni. Nel periodo post-coloniale, alcune nazioni appena create che avevano più lingue autoctone scelsero di continuare a utilizzare l'inglese moderno come lingua ufficiale per evitare le difficoltà politiche inerenti alla promozione di una lingua indigena rispetto ad un'altra.